# Iris sprengeri
Iris sprengeri är en irisväxtart som beskrevs av Walter Siehe. Iris sprengeri ingår i släktet irisar, och familjen irisväxter. Inga underarter finns listade i Catalogue of Life.